# Ordenamiento de las aljamas hebreas de Castilla
El Ordenamiento de las aljamas hebreas de Castilla es un documento legislativo religioso (tecana) redactado en 1432 por los procuradores de las comunidades judías (aljamas) del territorio de la Corona de Castilla, durante una asamblea celebrada en Valladolid. El ordenamiento refleja la vida interna de las comunidades judías en un contexto de persecución y decadencia, y aborda temas como la educación, la justicia, los tributos, la vestimenta y las relaciones con las autoridades cristianas.

## Contexto
En el siglo XV, las comunidades judías de Castilla enfrentaban un período de decadencia debido a las persecuciones, matanzas y conversiones forzadas. A pesar de estas adversidades, las aljamas mantenían cierta autonomía y capacidad para legislar sobre sus propios asuntos. El ordenamiento de 1432 es un testimonio de esta autonomía y de los esfuerzos por mantener la cohesión y el orden dentro de las comunidades judías. La asamblea que promulgó el ordenamiento se celebró en la sinagoga mayor de la judería de Valladolid entre el 25 de abril y el 2 de mayo de 1432 bajo la presidencia de Abraham Benveniste, rab de la corte.
Del texto se deduce que la asamblea se reunía en virtud de un estatuto y privilegio real antiguo, del cual se había prescindido con manifiesta inobservancia durante algún tiempo, pudiendo colegirse de la expresión repetida varias veces, de que el ordenamiento sea obligatorio durante diez años que el estatuto o ley constituyente disponía que los diputados elegidos por las aljamas se reuniesen una vez por decenio. En este sentido, Francisco Fernández y González, al analizar el contexto señalaba:

Si, como no parece improbable, el Estatuto fue otorgado o confirmado hacia 1402, se explica sin gran esfuerzo que las Cortes no se reunieran en 1412, época de la promulgación del Estatuto de Doña Catalina, ni hacia 1422, época próxima de las protestas antijudaicas de Ávila, y en la cual D. Álvaro de Luna procuraba atraerse a los Santamarías para contrarestar a sus enemigos, así como el que se celebren en 1432, a la sazón en que el Burgense contaba ya ochenta y dos años y el Rab de la Corte don Abraham Benveniste aparece reintegrado y aun aventajado, merced a la buena disposición de D. Álvaro, en su antigua consideración e influencia.
Fernández y González (1886, p. 13)

## Contenido
El documento preservado está casi completo, faltando únicamente al fin el bando de promulgación y las listas de los participantes, según se deduce del cuerpo de la tecana, así como parte del principio del texto correspondiente a una certificación que lo encabeza, firmada por los testigos o notarios rabinos Ishaq Ha-Cohen, hijo del rabino Juzaf Ha-Cohen Aben-Crispin y Baruc Ben-Abraham Ben-Sahl, con toda apariencia de haber sido la copia de uno de los ejemplares remitidos para que se guardase y cumpliera por las aljamas del reino.
En cuanto a la materia de lo acordado, se halla clasificada metódicamente en cinco capítulos. A todo precede una exposición de  motivos o advertencia preliminar. Los cinco capítulos principales, que abordan diversos aspectos de la vida comunitaria judía, son:

### 1. Dios y la educación
El primer capítulo se centra en la importancia de la enseñanza de la Torá y la mejora de las condiciones de los maestros, determinando su jerarquía y organización. Se establecen contribuciones económicas para sostener las escuelas y sinagogas, y para ello establecieron la equivalencia de medidas de peso y capacidad usadas por las aljamas de Castilla, se fomentan las prácticas religiosas comunitarias. Se imponen multas a quienes perturben las oraciones o profanen las sinagogas.

### 2. Elección de jueces y autoridades
El segundo capítulo detalla el proceso de elección de los jueces (dayanes) y otros funcionarios, asegurando que sean personas probas y entendidas en la ley judía. Se prohíbe que los jueces tengan intereses personales en los casos que juzgan, y se establecen normas para evitar la parcialidad. Los jueces deben fallar los pleitos entre judíos en tribunales de tres, y las partes tienen derecho a apelar ante el Rab de la Corte.

### 3. Traiciones y delaciones
El tercer capítulo prohíbe a los judíos llevar sus disputas ante tribunales cristianos, excepto en casos específicos relacionados con impuestos o derechos reales. Quienes incumplan esta norma son castigados con multas y excomunión. Las traiciones y delaciones entre judíos son severamente castigadas, pudiendo llegar a la marca con hierro candente, azotes, expulsión de la comunidad o incluso la muerte en casos extremos. Se establecen normas para garantizar la seguridad y la paz dentro de la comunidad, incluyendo la posibilidad de solicitar treguas o seguranzas para evitar conflictos. Los dayanes están obligados a otorgar estas treguas cuando sean solicitadas, y quienes las violen son castigados según las leyes judías.

### 4. Tributos y servicios
El cuarto capítulo regula los impuestos y establece exenciones para viudas y huérfanos. También se imponen multas a quienes amenacen a los recaudadores. Se establece que los repartos de tributos deben hacerse con justicia, y se permite apelar ante el Rab de la Corte en caso de agravios.

### 5. Vestidos y trajes
El quinto capítulo, relacionado con la vestimenta, es el más breve, pues se limita a encomendar a las aljamas la aplicación de cada tecana correspondiente. Con todo, prohíbe los vestidos excesivamente lujosos, excepto en ocasiones especiales, y promueve la modestia en el vestir. Se establecen límites en el uso de telas preciosas y adornos, recordando a los judíos que viven en el destierro y deben evitar la ostentación.

## Descubrimiento académico
La existencia del texto, escrito en hebreo rabínico mezclado con aljamía castellana, fue descubierta en 1866 con la publicación por la Biblioteca Nacional de Francia del Catalogues des manuscrits hébreux et samaritains de la Bibliothèque Impériale (Catálogos de manuscritos hebreos y samaritanos de la Biblioteca Imperial). Figura con el número de registro 585 en el catálogo, con la siguiente descripción: «Estatutos y reglamentos de las comunidades judías de España, promulgadas en 1432 en Valladolid por una reunión de rabinos y notables bajo la presidencia de un tal D. Abraham, llamado rabino de la Corte». En 1869, el rabino alemán Meyer Kayserling procedió a su análisis y publicó el artículo Estatuto de las comarcas castellanas en la revista Jahrbuch für die Geschichte der Juden und der Judenthums editada en Leipzig.
En España, fue traducido y analizado en 1886 por Francisco Fernández y González, académico, orientalista y abogado, que publicó su estudio en el boletín de la Real Academia de la Historia.